# Chevrolet Spark
Als Chevrolet Spark wurden von General Motors GM Kleinstwagen angeboten. Der batterieelektrisch angetriebene Chevrolet Spark EUV, der im Januar 2025 vorgestellt wurde, ist hingegen ein Sport Utility Vehicle auf Basis des chinesischen Baojun Yep.

## Modellübersicht
- Daewoo Matiz / Chevrolet Matiz M100 / M150 z. B. China[2]
- Chevrolet Matiz M200 / M250 z. B. in Indien,[3] in Südafrika,[4] in Südamerika noch als Chevrolet Spark Life im Verkauf
- Chevrolet Spark M300 u. a. in Europa und Nordamerika
- Chevrolet Spark M400 in z. B. Nordamerika und Südkorea[5]

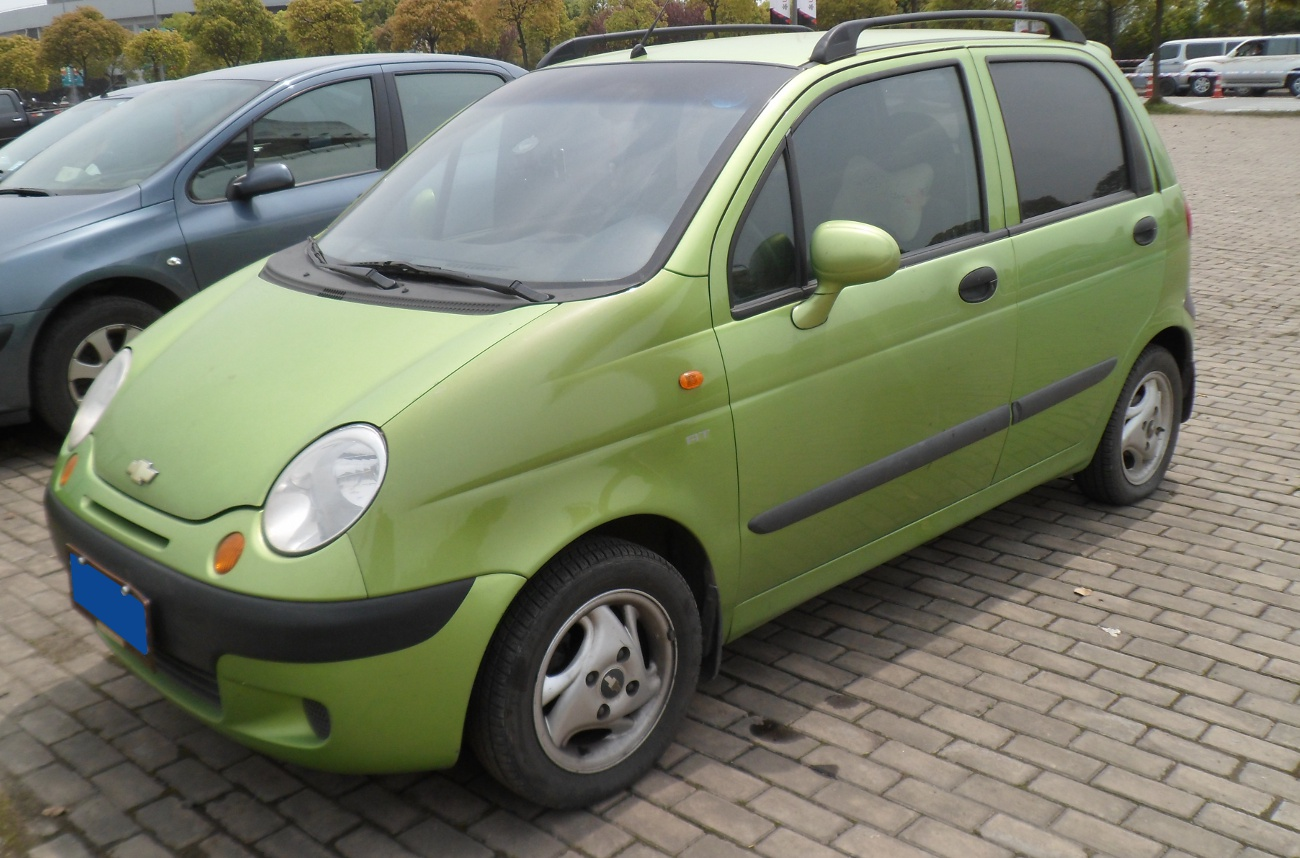
Chevrolet Matiz M100 / M150
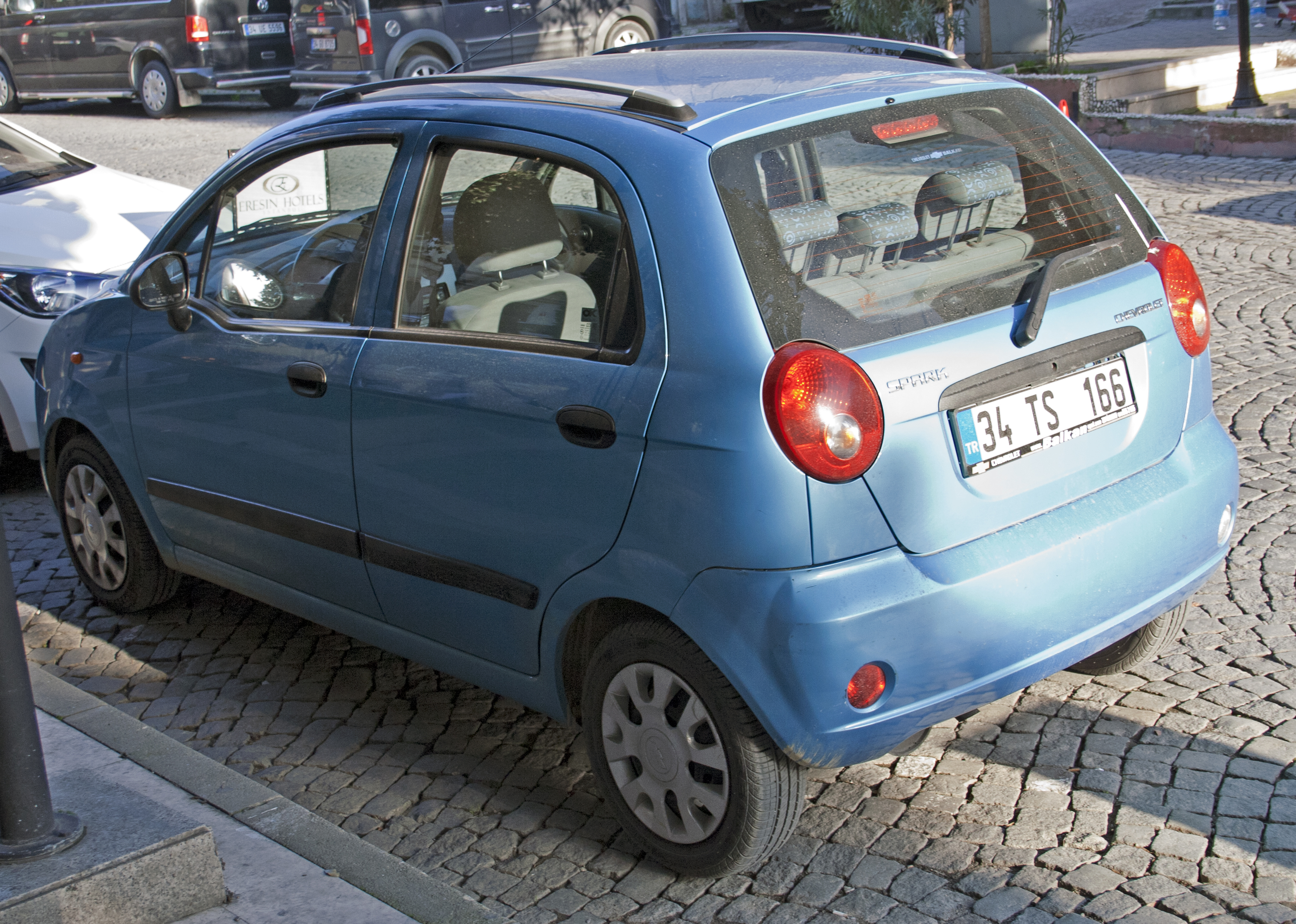
Chevrolet Matiz M200 / M250
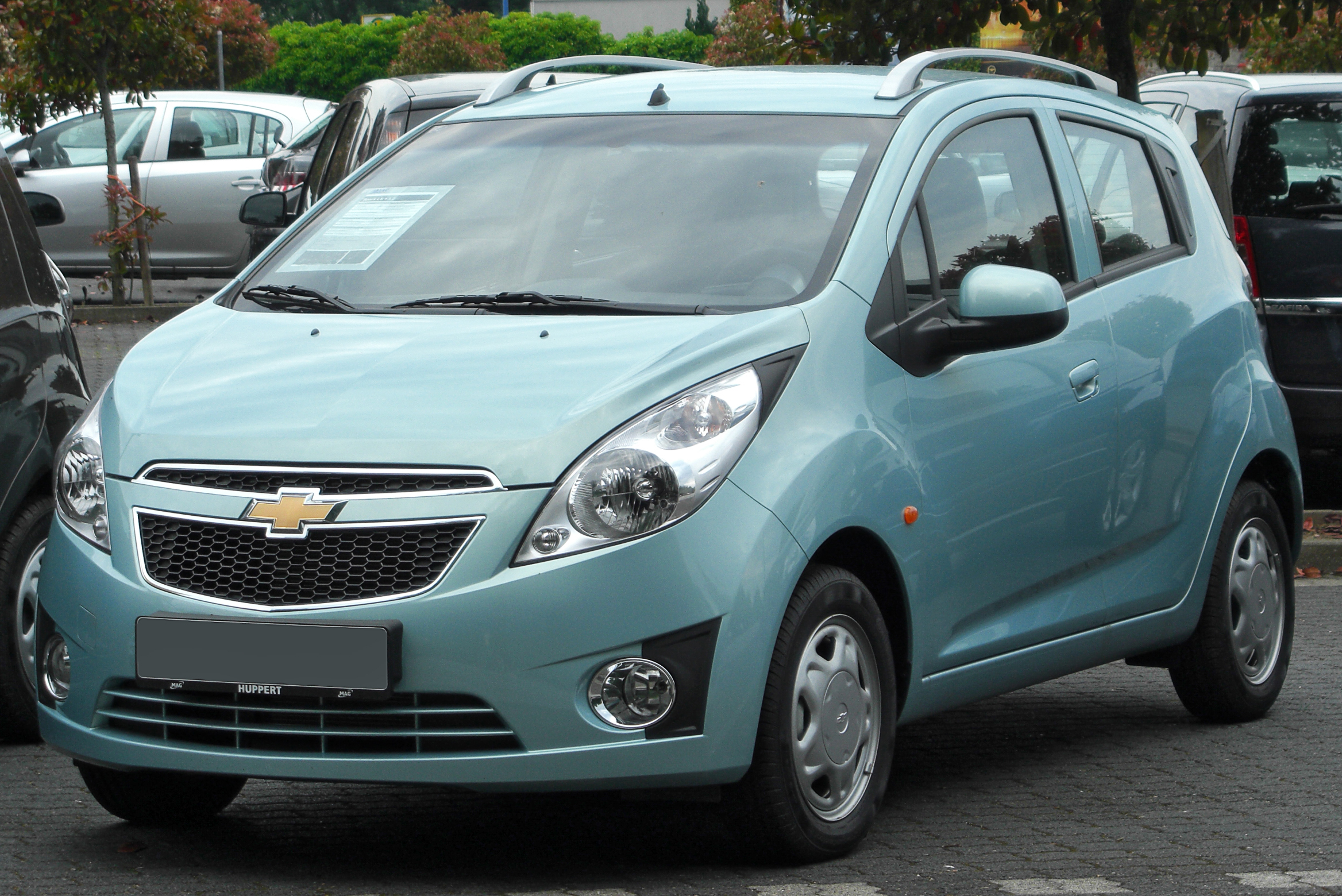
Chevrolet Spark M300
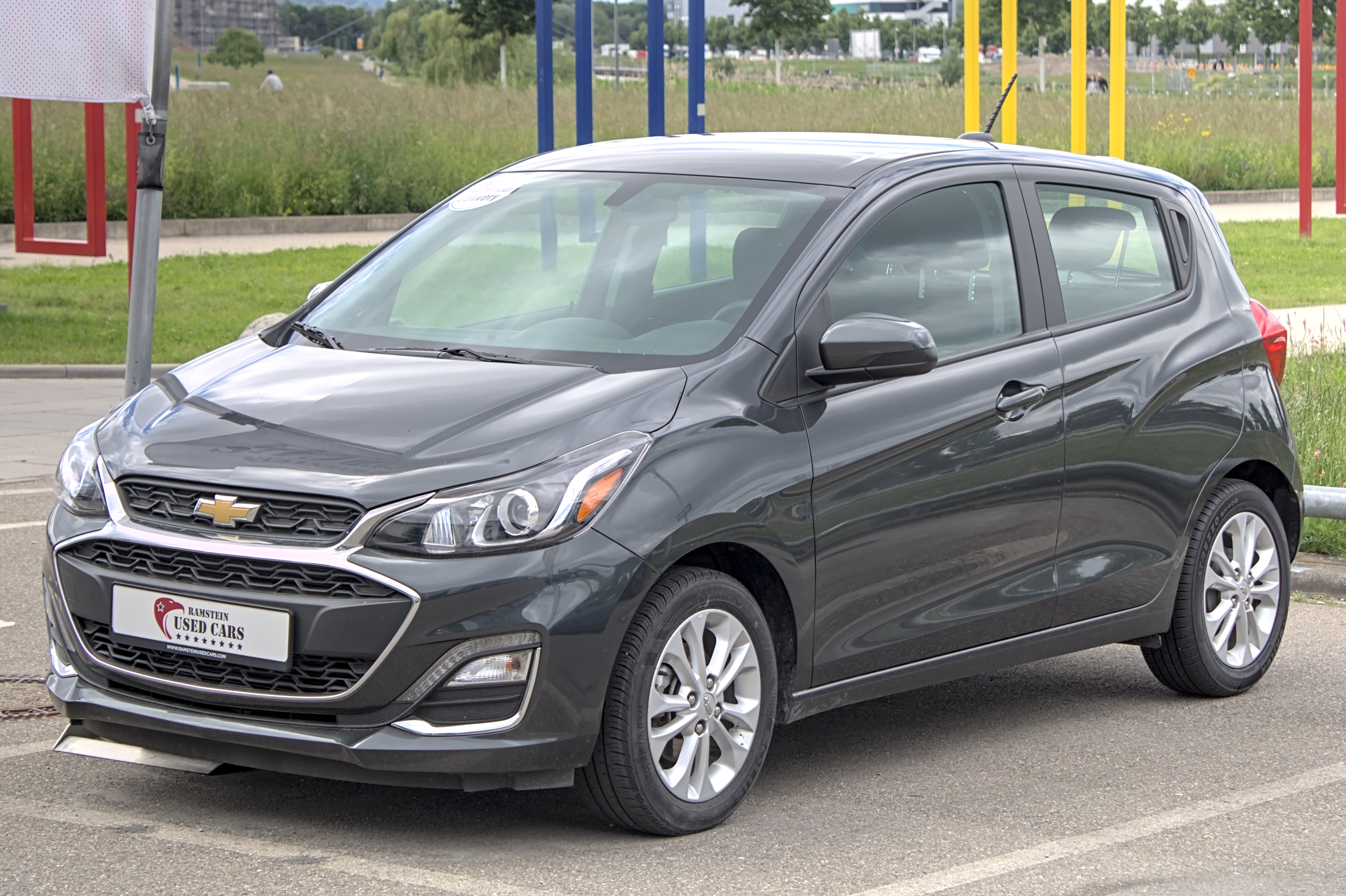
Chevrolet Spark M400